# Deckchair Orange
Deckchair Orange ist eine österreichische Band aus Wien.

## Geschichte
Deckchair Orange wurden 2004 in Wien gegründet. Die Band spielte bereits früh in ihrer Karriere Support-Gigs für Bands wie Clap Your Hands Say Yeah, Shout Out Louds und Electric Soft Parade. Außerdem spielte sie auf dem Frequency. Ihr Debütalbum veröffentlichte die Band am 29. Mai 2009 auf dem Label Dienje Music. Das Album wurde im New Yorker Sterling Studio aufgenommen. Die einzige Single Rose erreichte Platz 2 der Austrian Indie Charts.
2011 folgte das zweite Album The Age of Peacock, das die Band mit Produzent Ron Flieger in München und Wien aufnahm. Zum Lied Dance with the Geeks wurde ein Musikvideo gedreht, das auf VIVA TV lief.
Im Jahr 2012 war die Band für den FM4 Award, der im Rahmen des Amadeus Austrian Music Award verliehen wird, nominiert.

## Musikstil
Die Band spielt Indie-Pop mit Elementen aus dem Dance und dem Post-Punk. Insbesondere auf dem zweiten Album The Age of Peacock ist die Musik etwas rockiger und rauer als auf dem Debütalbum. Auch war auf dem zweiten Album die Arrangements vielschichtiger und es wurde mit verschiedenen Stimmen, Zither und Synthesizer gearbeitet. Der deutsche Rolling Stone verglich Sänger Alex Wieser mit Mick Jagger.

## Diskografie

### Alben
- 2009: Deckchair Orange (Dienje Music)
- 2011: The Age of the Peacock (Dienje Music)

### Singles
- 2008: Rose (Schoenwetter Schallplatten)
- 2010: Dance with the Geeks (Dienje Music)
- 2011: Stay (Dienje Music)
- 2014: Colourblind (Sonobelle Recordings)